# Górna Wola (Łódź)
Pour les articles homonymes, voir Górna Wola.
Górna Wola est une localité polonaise de la gmina de Szadek, située dans le powiat de Zduńska Wola en voïvodie de Łódź.